# 共和广场站 (布拉格地铁)
共和广场站是一座布拉格地铁B线的地铁站。此站站名背景是附近的共和广场。